# З Богом за Короля та Вітчизну

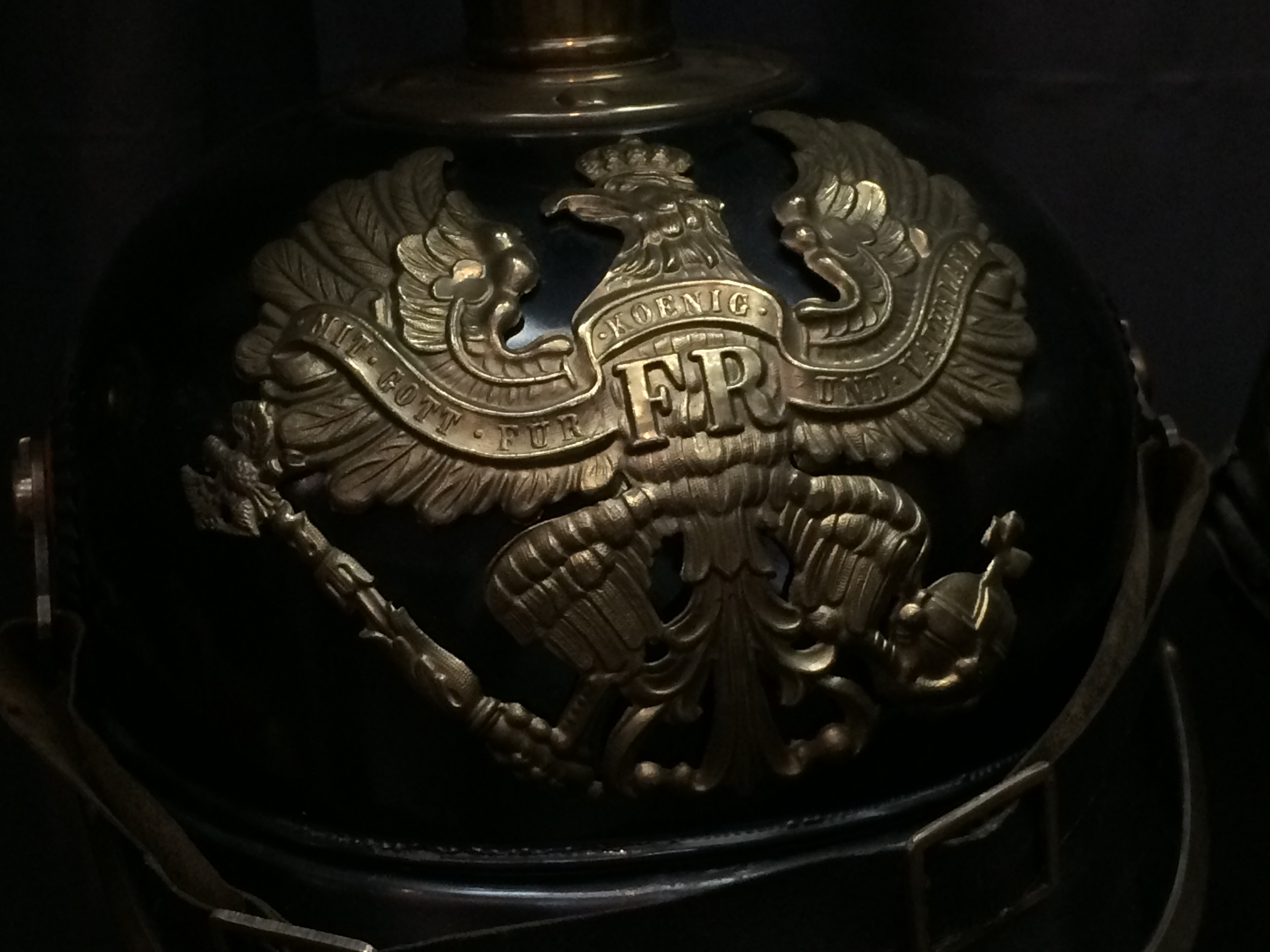
Девіз на орлі пікельгаубе

З Богом за Короля та Вітчизну (нім. Mit Gott für König und Vaterland) — девіз війська Пруссії що з'явився за часів Фрідріха Вільгельма III. Вперше, 1813 року, розміщений на ландверському хресті.